# Valentinas Milaknis
Valentinas Milaknis (* 4. Oktober 1947 in Obeliai, Rajongemeinde Rokiškis) ist ein litauischer Unternehmer und Politiker.

## Leben
Milaknis lernte von 1954 bis 1965 an der Vaižgantas-Mittelschule Rokiškis. 1970 absolvierte er das Diplomstudium der Radiotechnik an der Technischen Universität in Kaunas.
1989 gründete er den litauischen IT-Konzern AB „Alna“ und war bis 1999 Direktor des Unternehmens. Von 1999 bis 2000 arbeitete Milaknis als Wirtschaftsminister Litauens. Danach wurde er wieder Vorstandsvorsitzende von Alna bis 2001. Valentinas Milaknis wechselte dann als Hauptgeschäftsführer zur Rundfunkgesellschaft LRT, wo er bis 2003 blieb. Seit 2003 ist er wieder Vorstandsvorsitzender bei „Alna“.
Milaknis ist mit Zofija Milaknienė verheiratet und hat einen Sohn Tomas Milaknis (* 1970) und eine Tochter Justina Gumbienė (* 1975).

## Auszeichnungen
- 1999 Person der Litauischen Business-Ruhm-Galerie (Verslo šlovės galerija)

## Weblink
- Lebenslauf zur Seimas-Kandidatur 2004 (litauisch)

| Personendaten    | Personendaten                         |
| ---------------- | ------------------------------------- |
| NAME             | Milaknis, Valentinas                  |
| KURZBESCHREIBUNG | litauischer Unternehmer und Politiker |
| GEBURTSDATUM     | 4. Oktober 1947                       |
| GEBURTSORT       | Obeliai, Rayon Rokiškis               |